# Du Décaméron à Canterbury
Pour plus de détails, voir Fiche technique et Distribution.
Du Décaméron à Canterbury (Quant'è bella la Bernarda, tutta nera, tutta calda) est un decamerotico italien à six sketches réalisé par Lucio Giachin et sorti en 1975.

## Synopsis
Un magicien du Moyen-Âge, en exorcisant une jeune fille, avale du lait de poule et raconte à deux nigauds diverses histoires de Boccace.
1. Eleonora e Sigismondo
2. Il bell'Arturo
3. Le nozze di Gerundio e Parolina
4. Il cavalier Mirafiore
5. Messer Giannetto
6. Frate Fontanarosa

## Fiche technique
- Titre original italien  : Quant'è bella la Bernarda, tutta nera, tutta calda[1]
- Titre français : Du Décaméron à Canterbury[2]
- Réalisateur : Lucio Giachin (sous le nom de « Lucio Dandolo »)
- Scénario : Lucio Giachin (sous le nom de « Lucio Dandolo »)
- Photographie : Remo Grisanti
- Montage : Otello Colangeli
- Musique : Vasili Kojucharov (it)
- Décors et costumes : Giovanni Fratalocchi
- Production : Gabriele Crisanti, Luigi Nannerini
- Société de production : CG Italia
- Pays de production :  Italie
- Langue originale : italien
- Format : Couleurs par Telecolor
- Durée : 92 minutes
- Genre : Decamerotico à sketches
- Dates de sortie :
  - Italie : décembre 1975

## Distribution
- Mariangela Giordano : Bernarda
- Mario Brega : Le mari de Bernarda
- Claudia Bianchi : la prostituée
- Renato Cecilia (sous le nom de « Fortunato Cecilia ») : la soupirante
- Dada Gallotti : la reine
- Marcello Di Falco : Arturo
- Renzo Rinaldi : Giannetto
- Marie Odile Riki : la femme de Giannetto
- Enzo Pulcrano : Père Fontanarosa
- Barbara Marzano : Annibalda
- Luigi Antonio Guerra : un jeune moine
- Mirella Rossi : Parolina
- Fabio Garriba (sous le nom de « Fabio Carriba ») : un moine

## Exploitation
Le film a été tourné en 1973 sous le titre de travail I racconti di Canterbury n. 2, mais pour des raisons de censure, il n'est sorti en Italie qu'en 1975. Le film a été soumis à la censure le 3 juillet 1973 sous le titre Quanto è bella la Bernarda, chi la tocca... chi la guarda, titre qui a ensuite été modifié en Il sessorcista et enfin en son titre actuel,.